# Biała (skała)
Biała – skała w rezerwacie przyrody Pazurek w pobliżu kolonii Pazurek w województwie małopolskim, w powiecie olkuskim, w gminie Olkusz. Znajduje się na Wyżynie Olkuskiej będącej częścią Wyżyny Krakowsko-Częstochowskiej.
Znajduje się w środkowej części rezerwatu, w grupie Zubowych Skał. Od czasu utworzenia rezerwatu wspinaczka na nich została zabroniona.
Biała to zbudowana ze skalistego wapienia skała o wysokości do 12 m z charakterystyczną nyżą. Znajduje się po zachodniej stronie ścieżki dydaktycznej po rezerwacie Pazurek.

## Drogi wspinaczkowe
Na Białej są 3 drogi wspinaczkowe o trudności od V+ do VI.1 w skali krakowskiej. Asekuracja własna.
1. Tam gdzie rosną pokrzywy; V+, 12 m

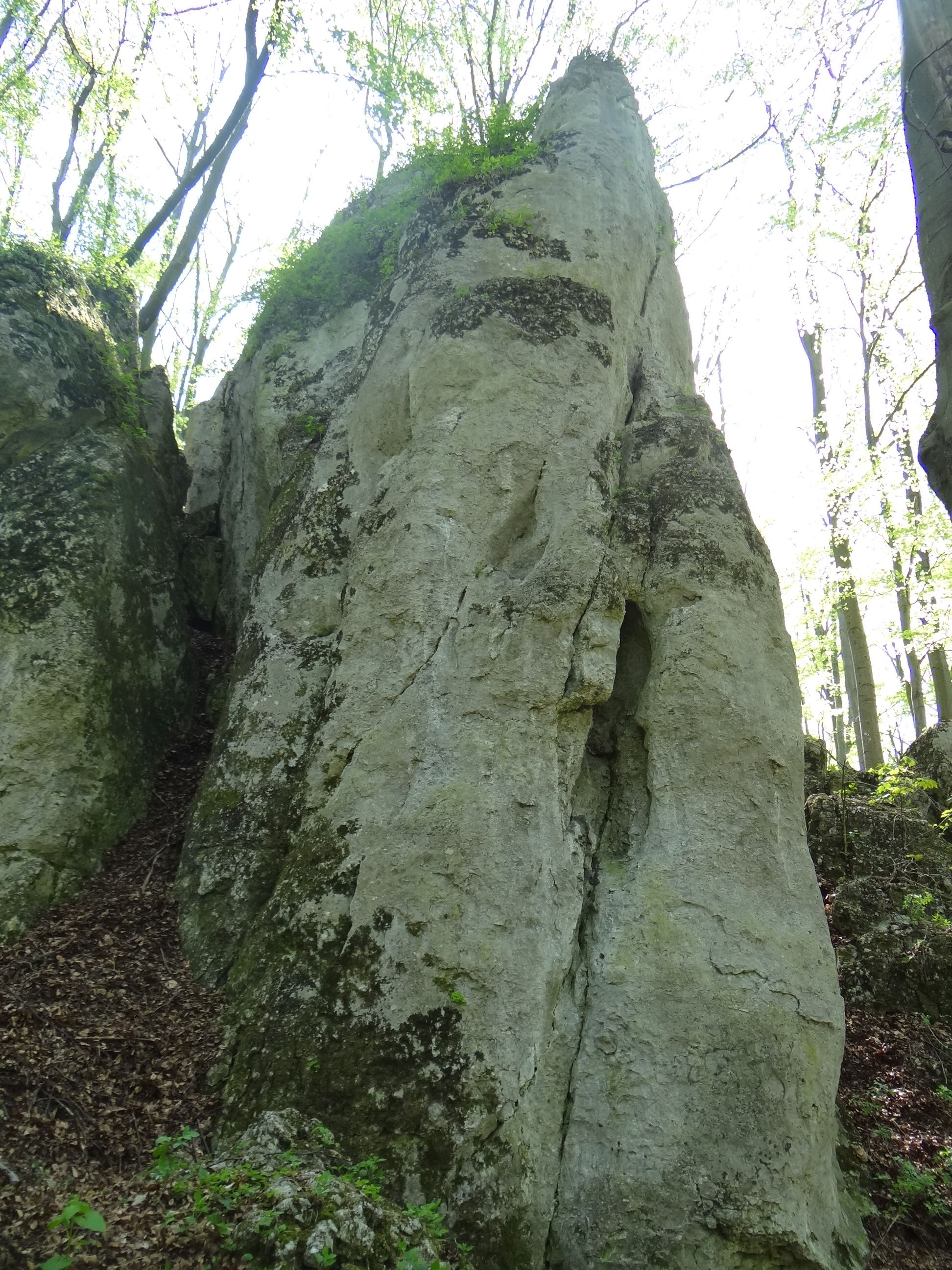
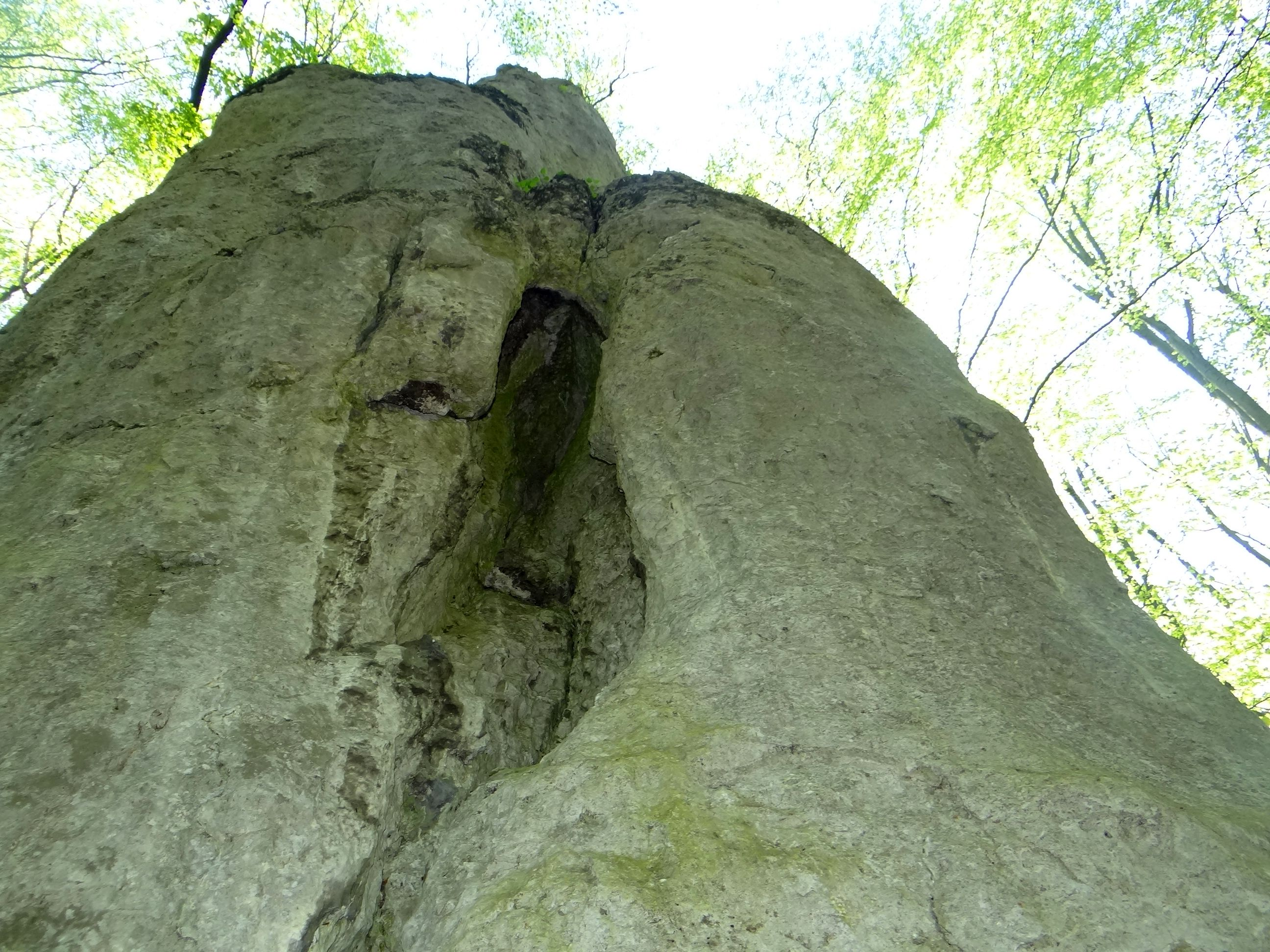
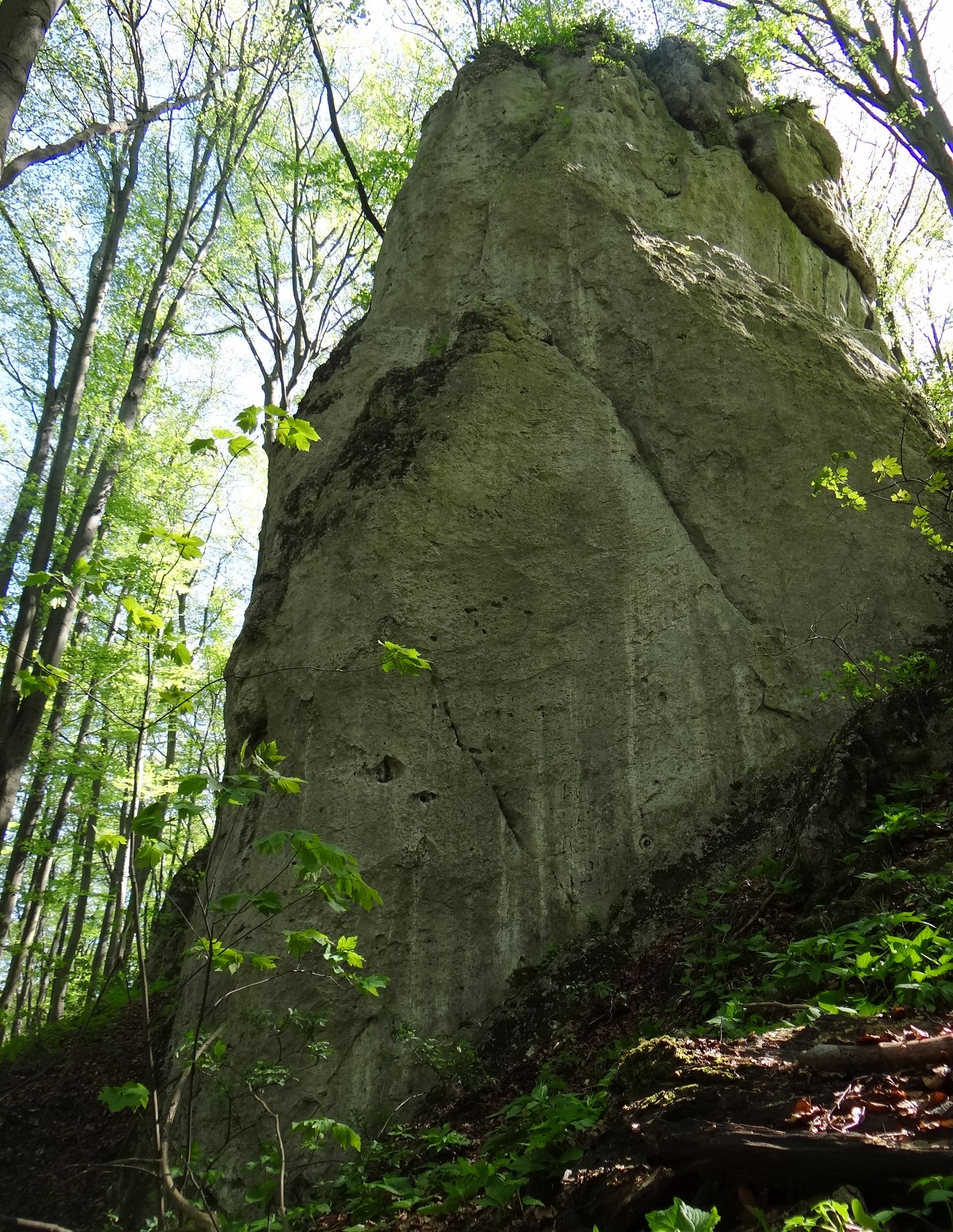
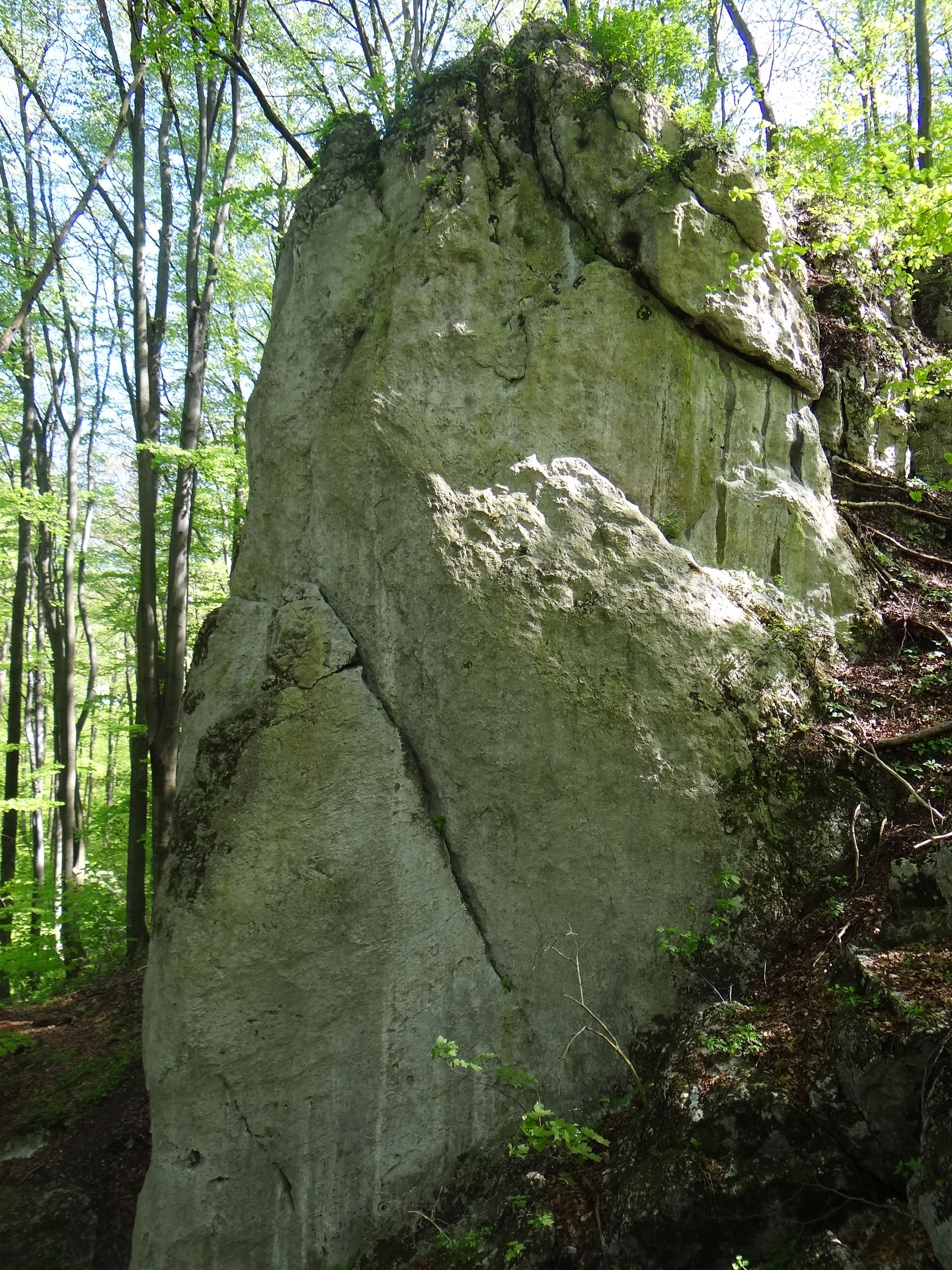
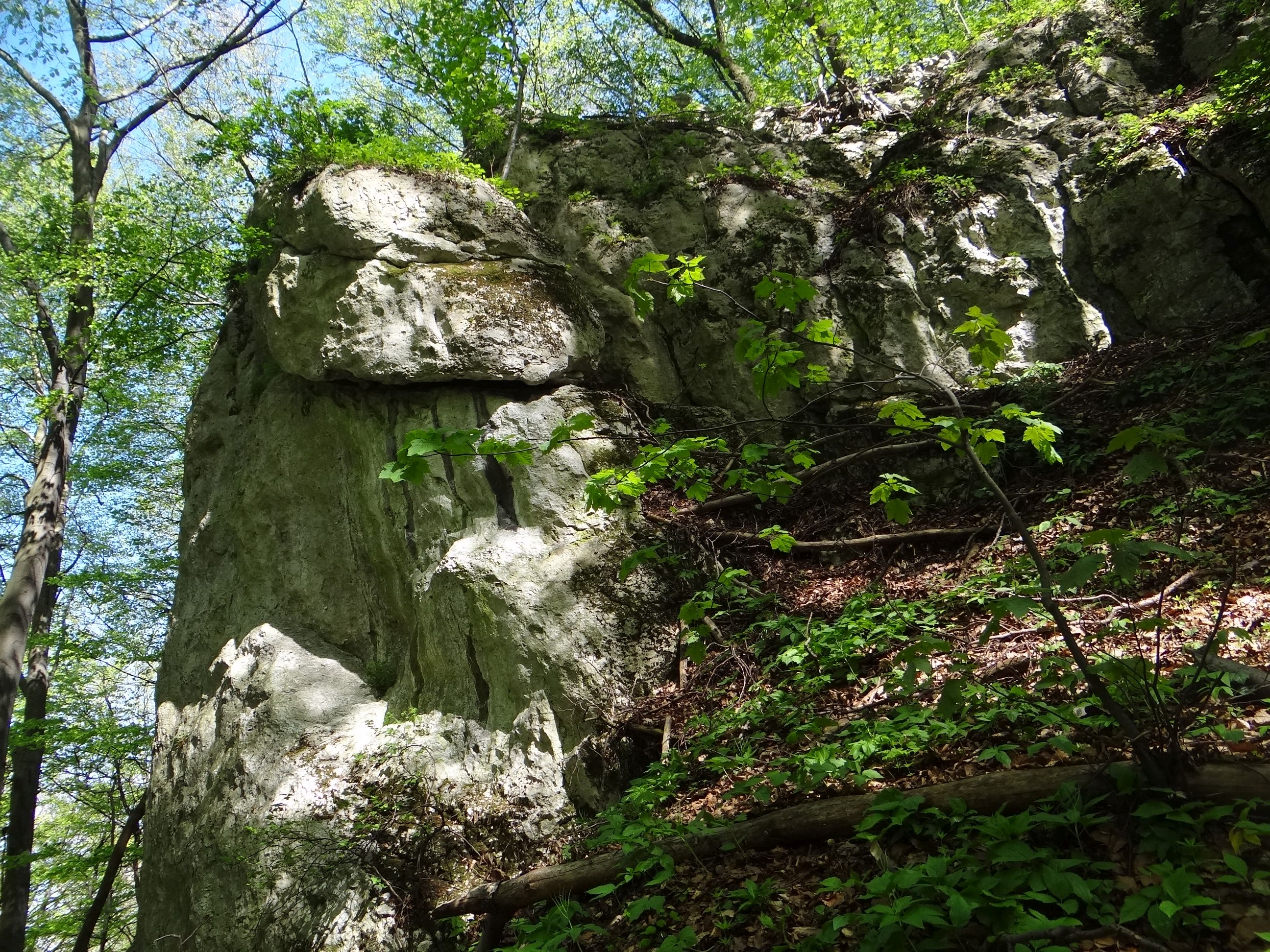

2. Przez nyżę; VI+, 12 m
3. Adam Zygzak; VI.1, 12 m[1].